# اير جوردن
اير جوردن (بالإنجليزية: Air Jordan)‏ هي علامة تجارية لأحذية كرة السلة والملابس الرياضية والكاجوال والأناقة التي تنتجها نايكي. تم إنشاؤها للاعب الإن بي آي السابق واللاعب الأكثر قيمة في نهائيات إن بي آي لستة مرات مايكل جوردن. تم إنتاج حذاء اير جوردن الرياضي الأصلي حصريًا لمايكل جوردان في أوائل عام 1984، وتم طرحها للجمهور في أواخر عام 1984. تم تصميم الأحذية لشركة نايكي بواسطة بيتير مور وتينكر هاتفيلد وبروس كيلغور.

## تاريخ المنتج
بعضً من إصدارات اير جوردن:

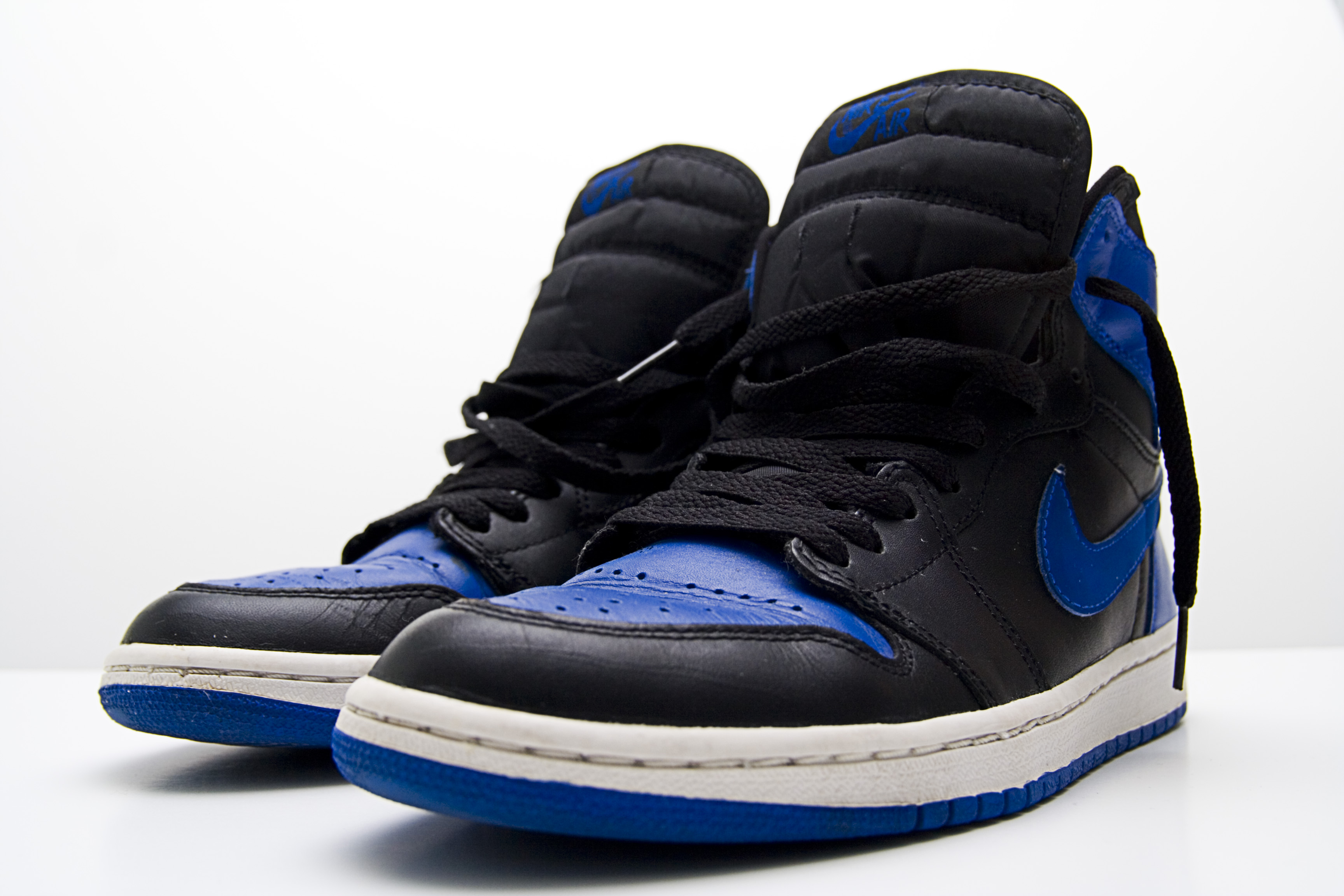
اير جوردن 1 (رويال بلو)
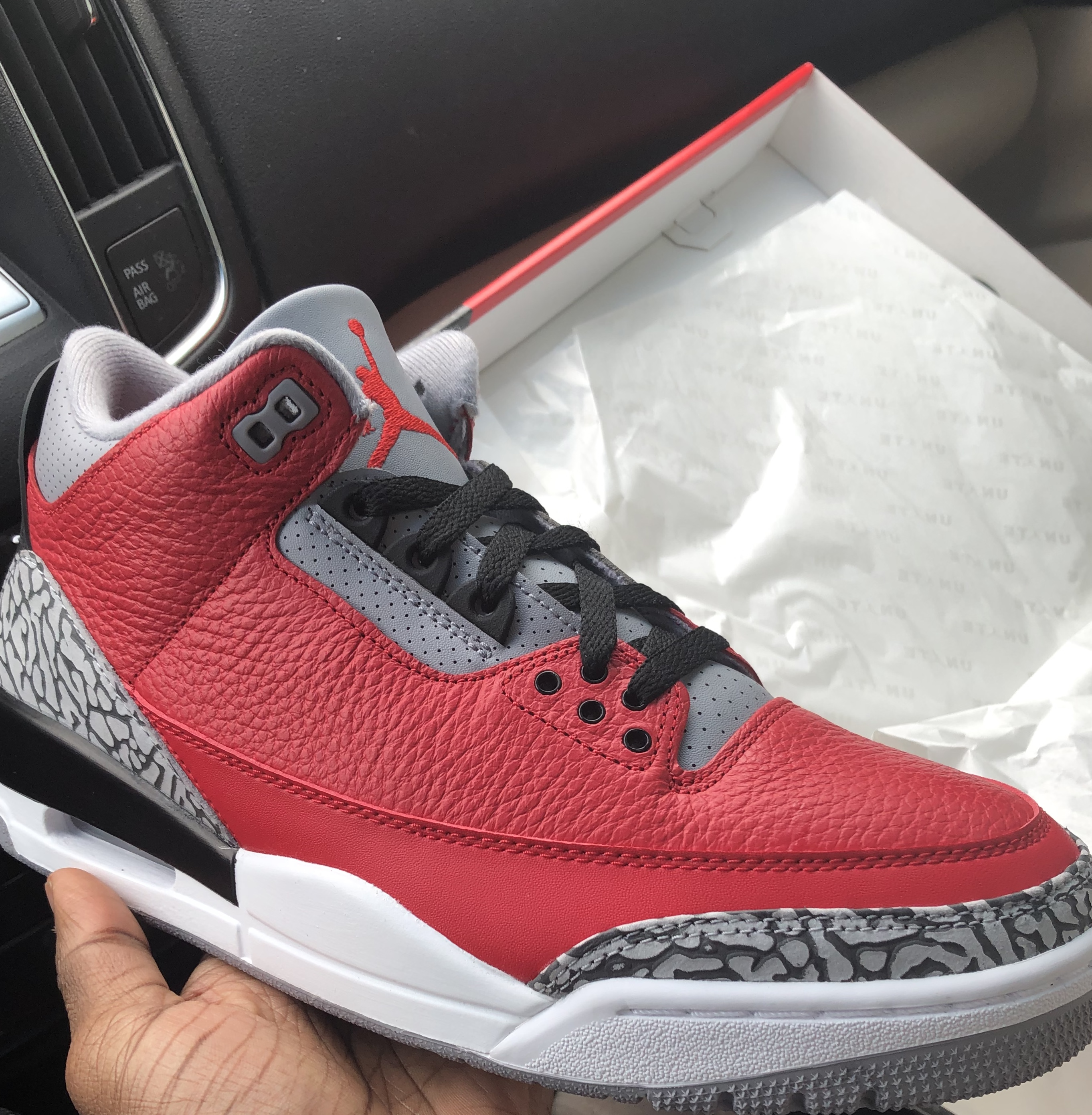
اير جوردن 3 (الأسمنت الأحمر)
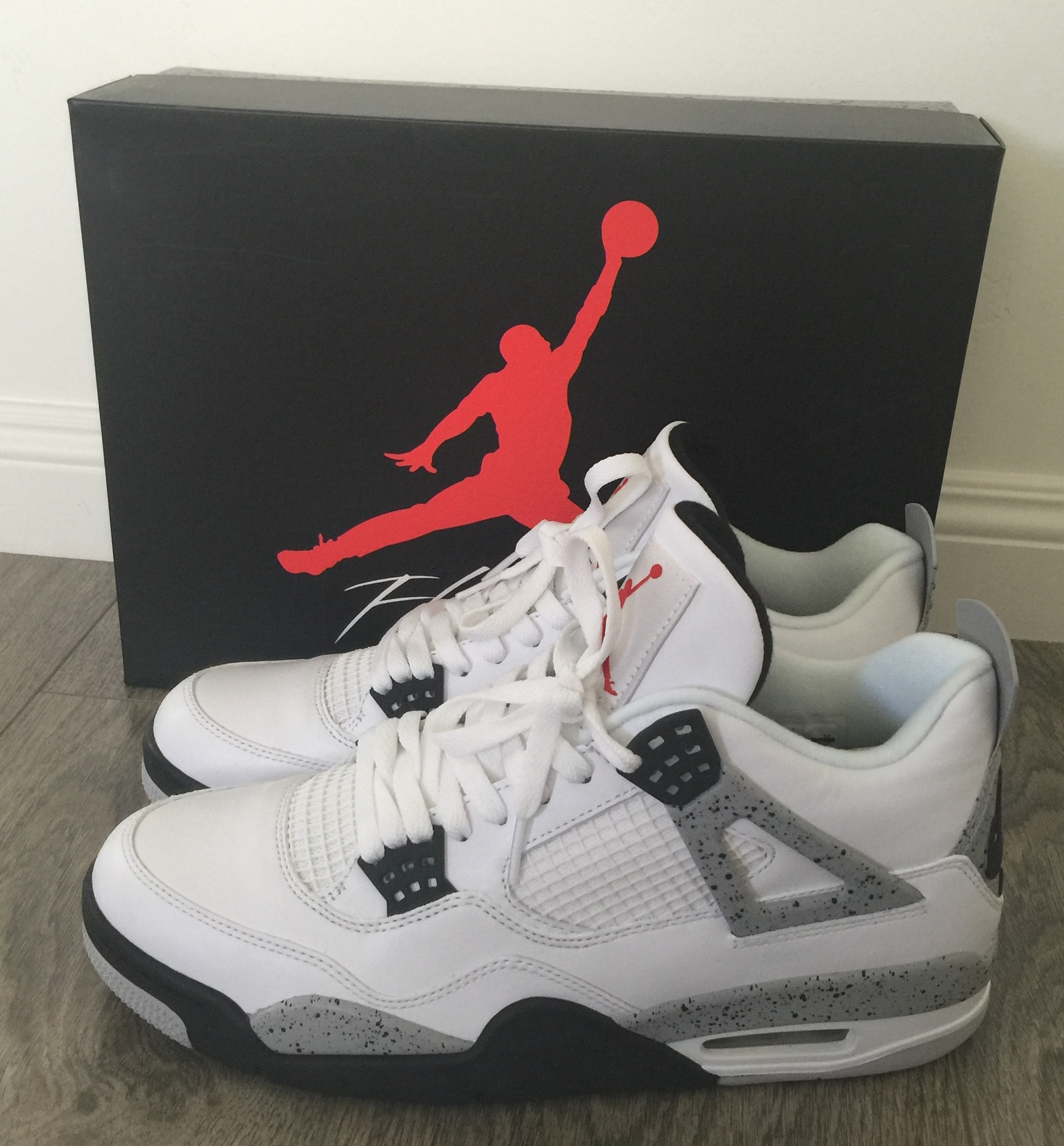
اير جوردان 4 (الأسمنت الأبيض)
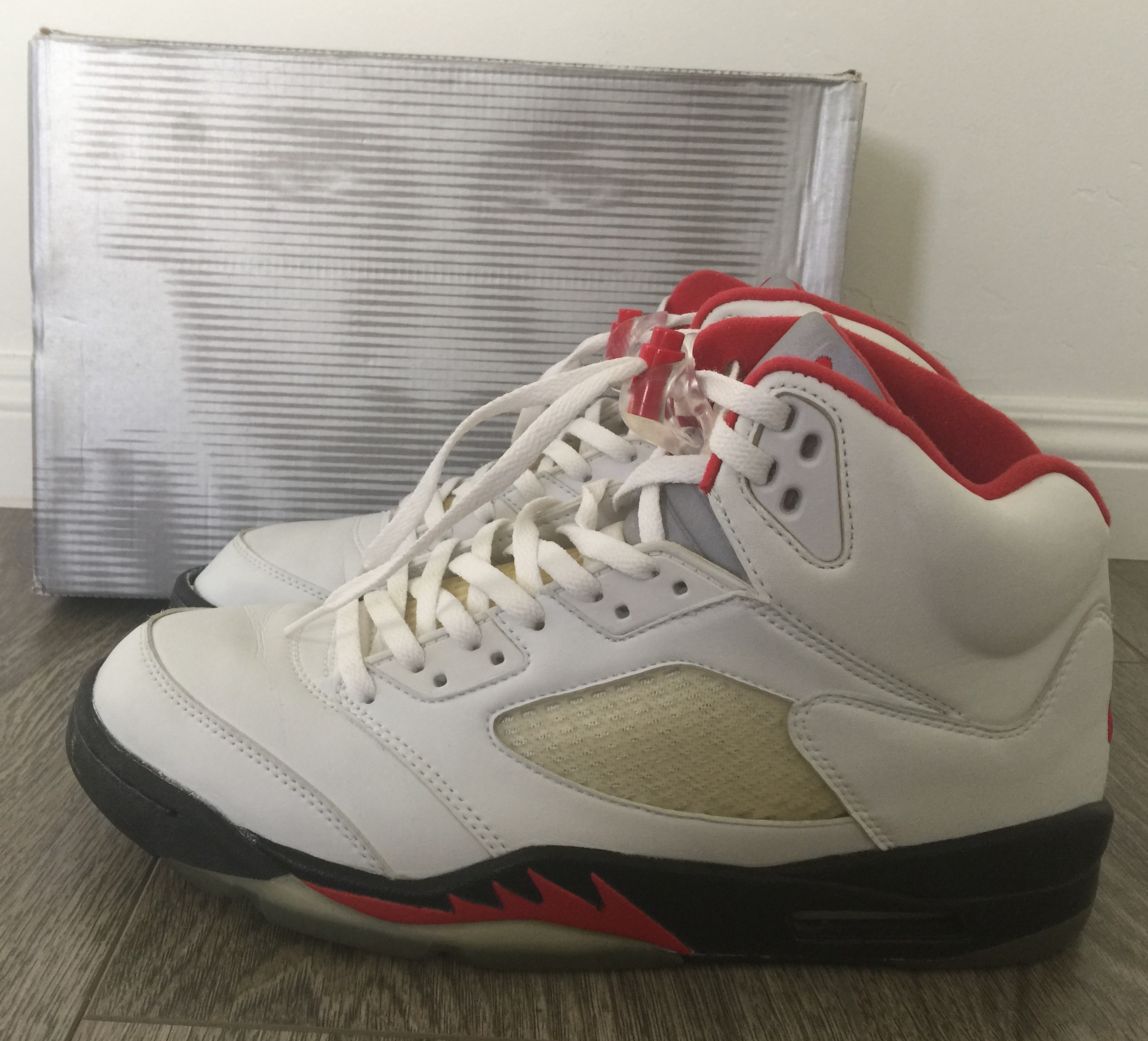
اير جوردن 5 (أحمر ناري)
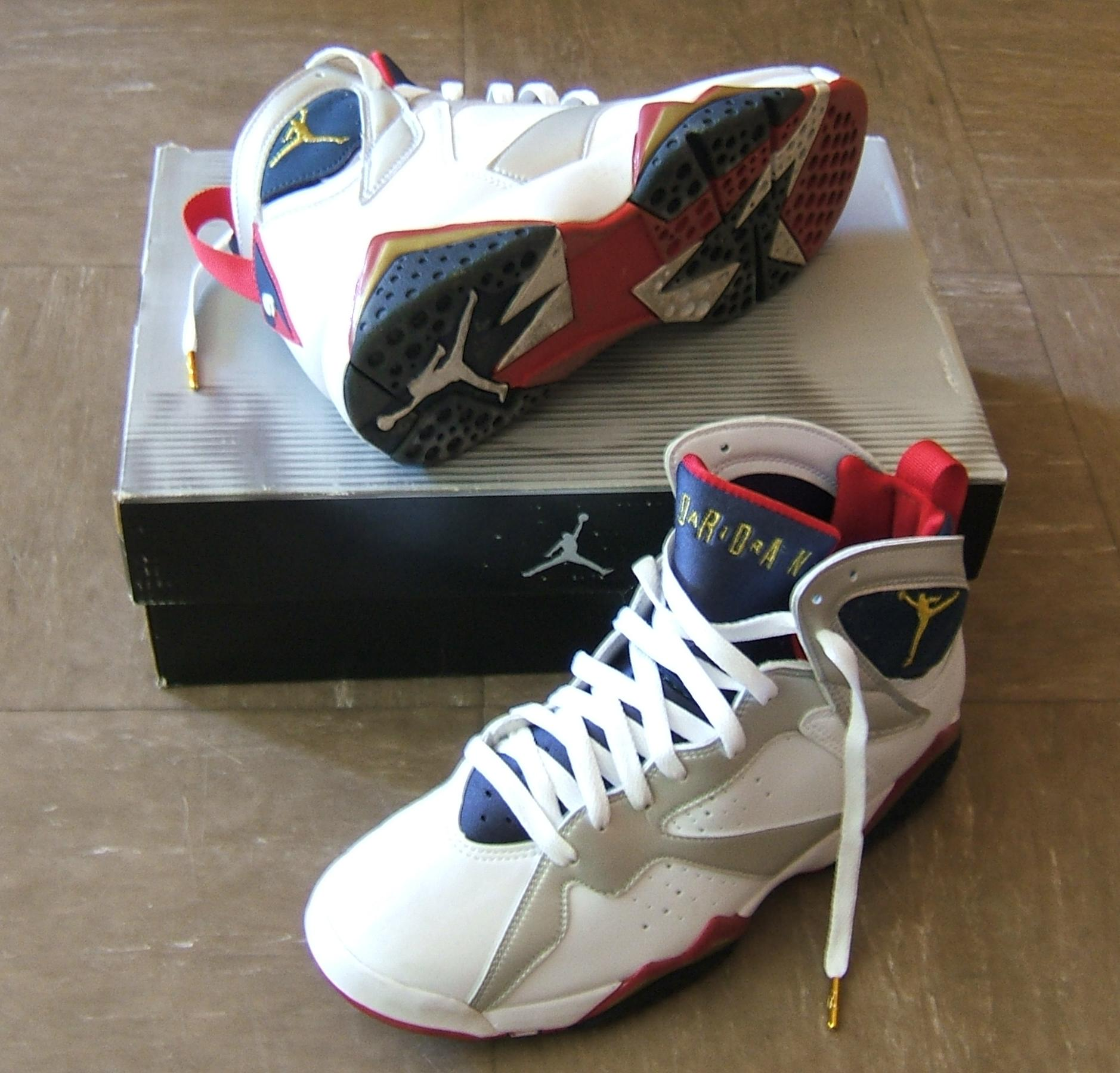
تم إصدار حذاء اير جوردن 7 الرياضي خصيصًا لأولمبياد برشلونة 1992.
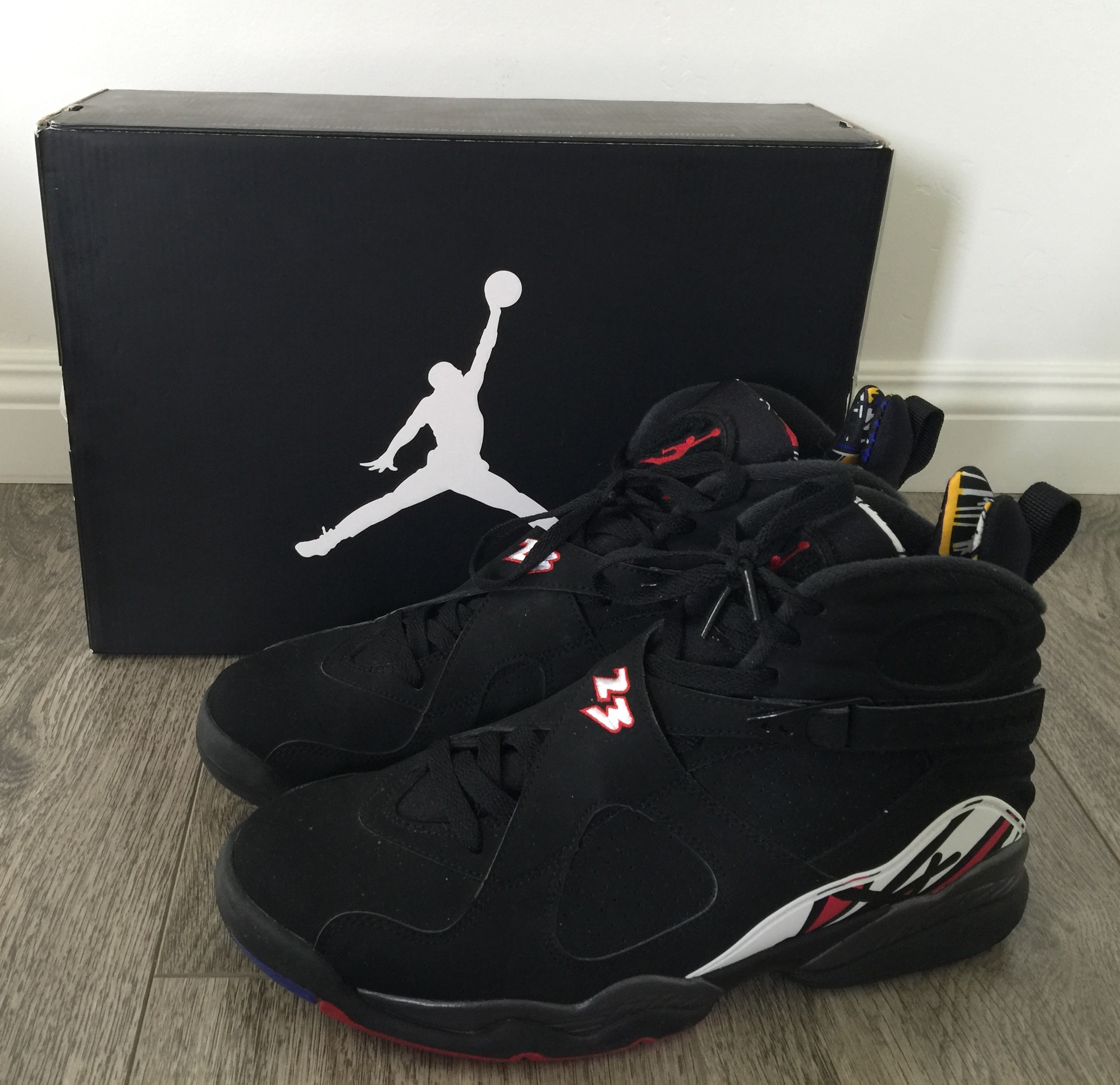
اير جوردان 8 (التصفيات)
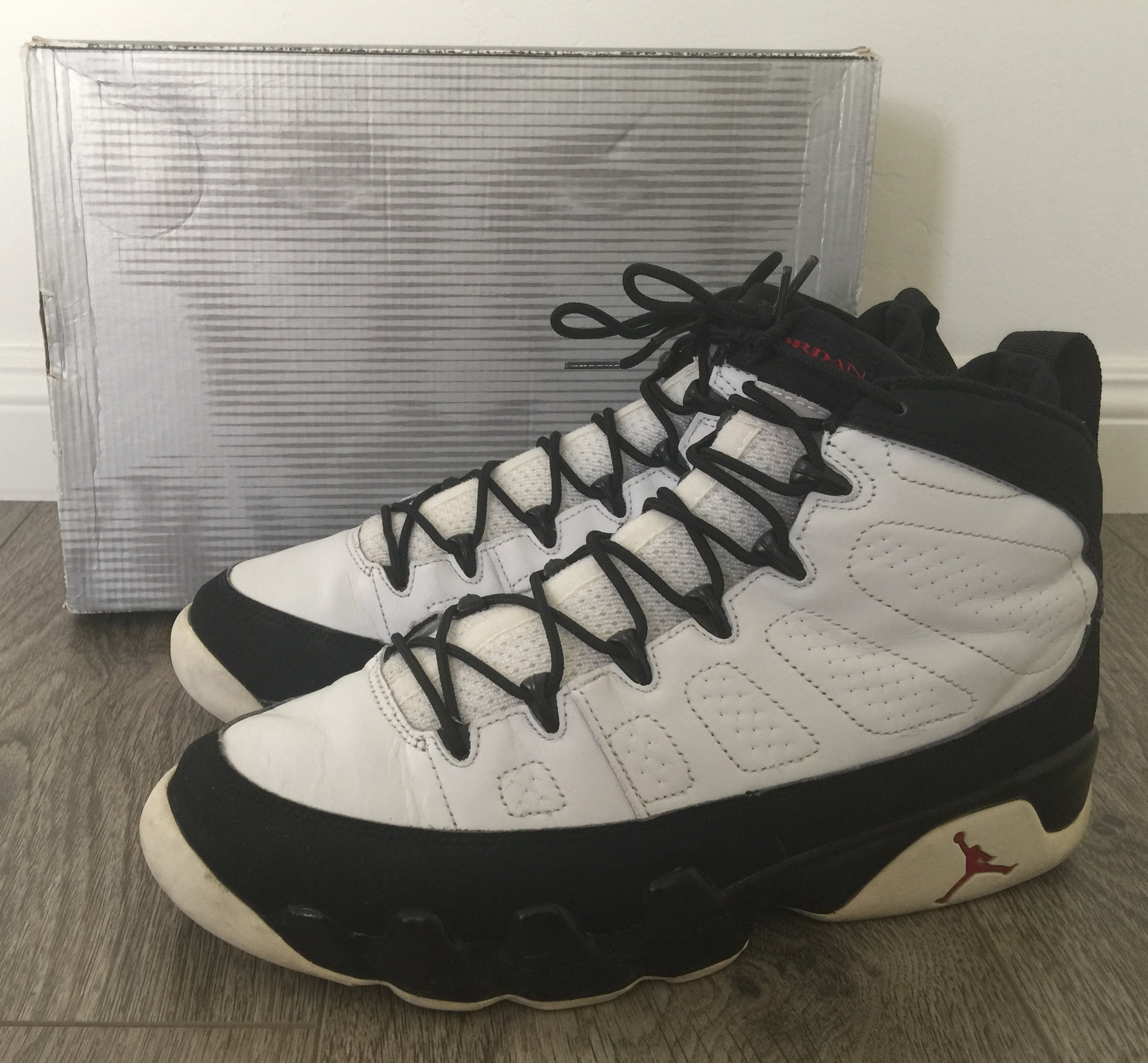
اير جوردن 9 (بولز)
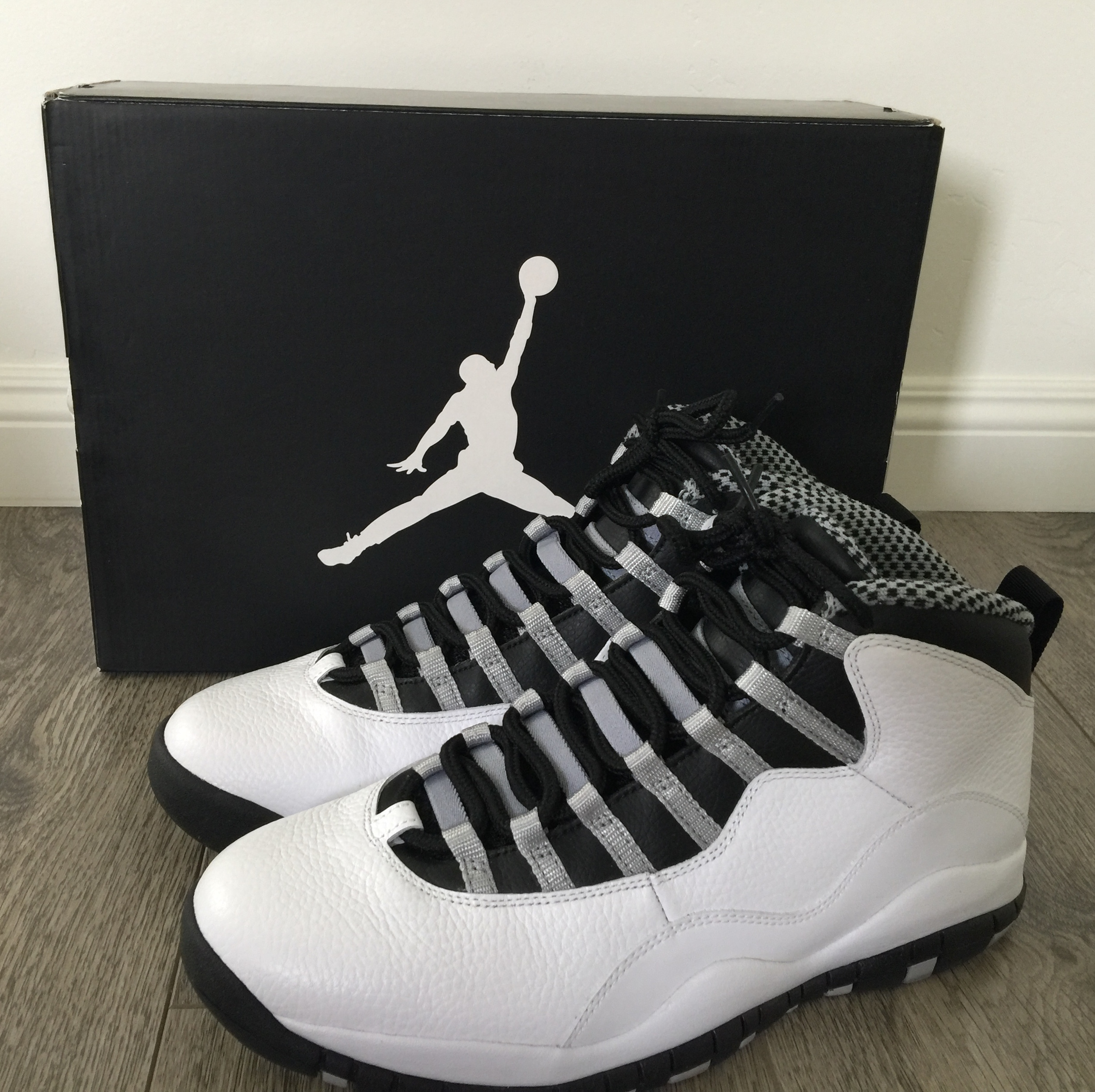
اير جوردان 10 (معدني)
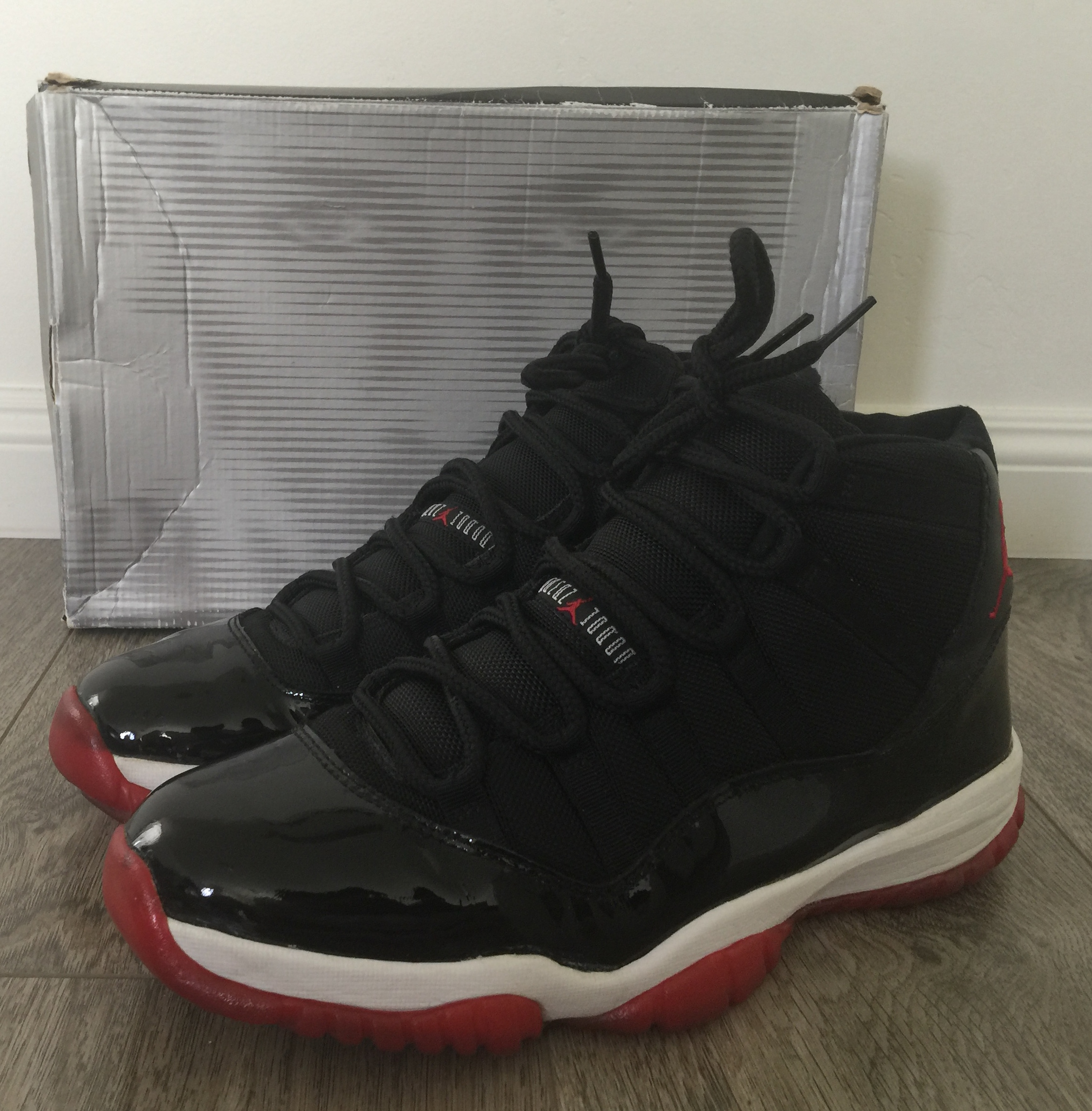
اير جوردن 11
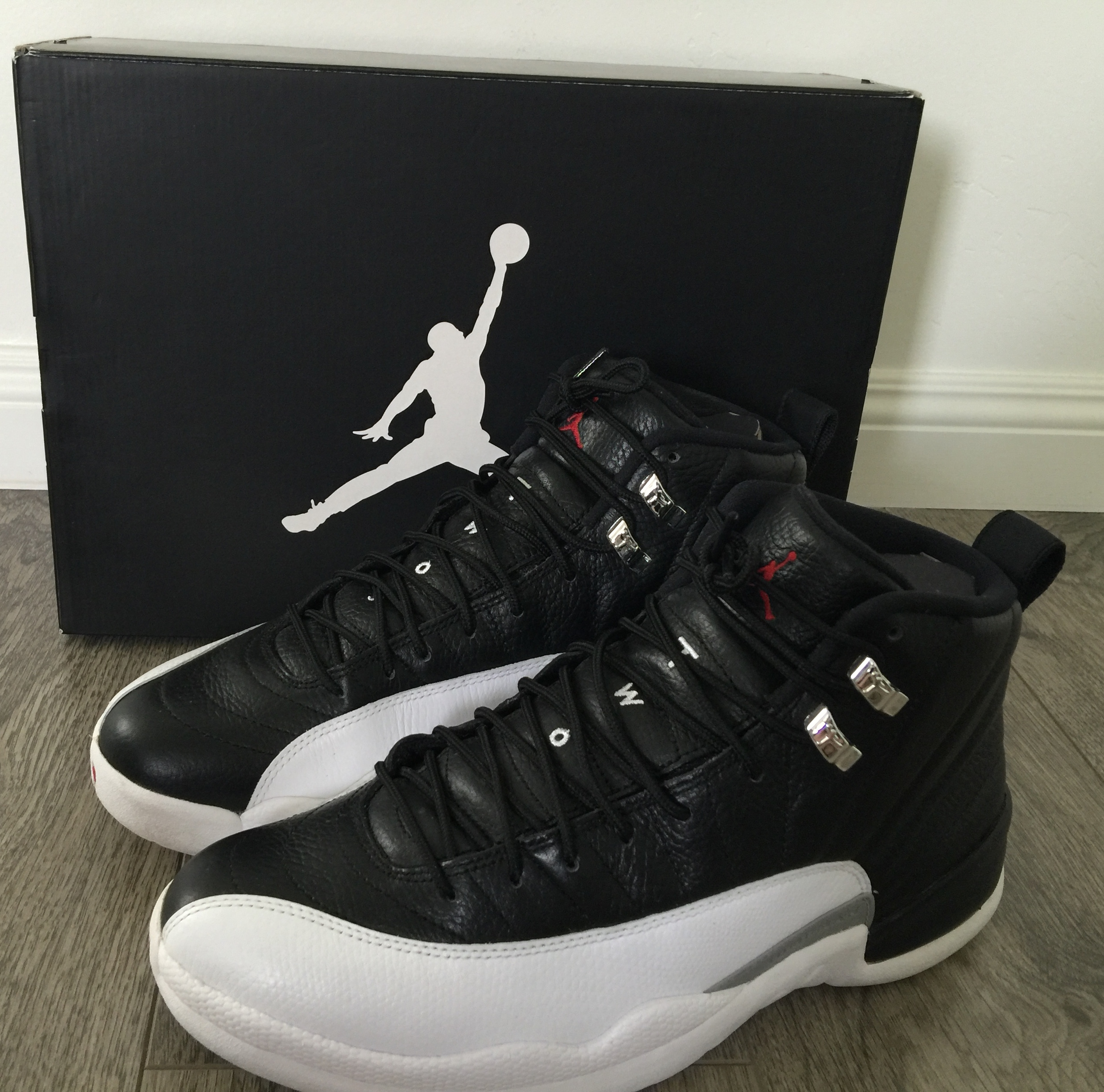
اير جوردن 12 (التصفيات)
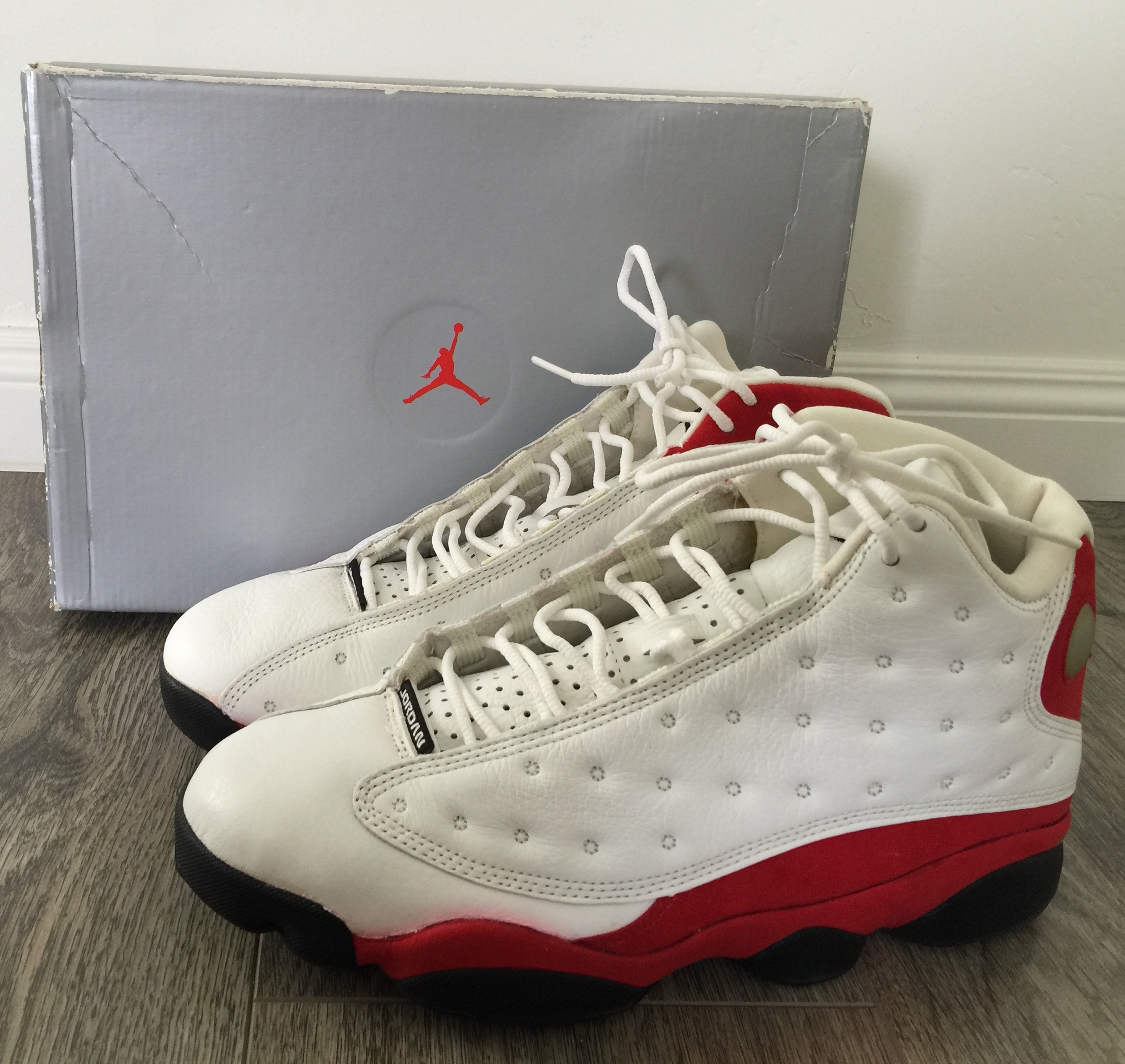
اير جوردن 13 (أبيض/أسود-أحمر)
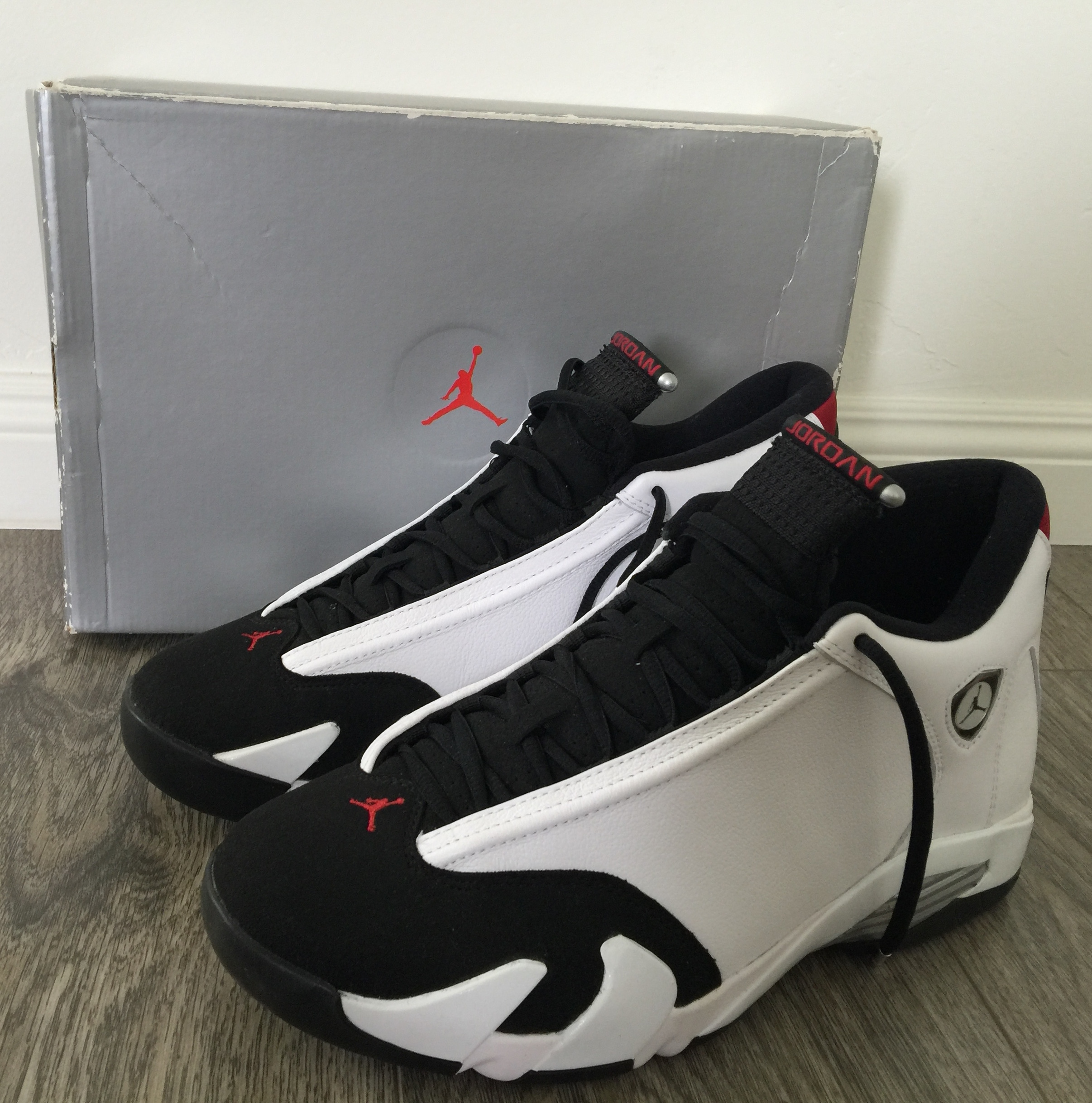
اير جوردن 14
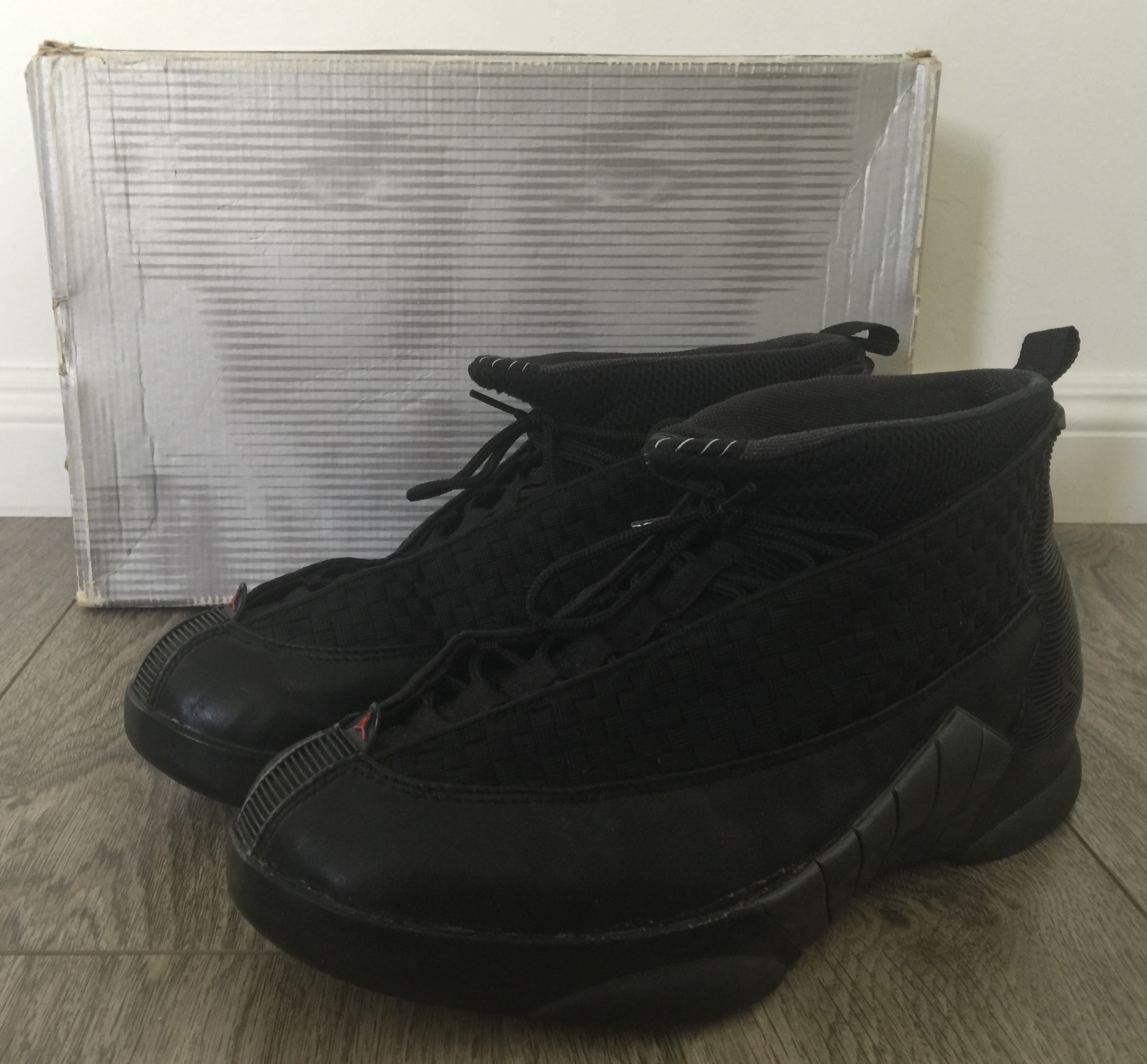
اير جوردن 15 (الخلسة)

## رعاية
في عام 2018، رعت العلامة التجارية فريقًا لاتحاد كرة القدم لأول مرة في تاريخها، عندما عرض نادي باريس سان جيرمان الفرنسي شعار الرجل القافز على أطقمه الثالثة، والتي تم ارتداؤها في نسخة 2018-19 من دوري أبطال أوروبا.

## روابط خارجية
- موقع علامة جوردن التجارية
- «تاريخ امتياز آير جوردن» في SneakerNews.com
- «كل جوردن تم صنعها على الإطلاق» في نايكي